# Zmarli w lipcu 2011

## Lipiec 2011
- 31 lipca
  - Andrea Pazzagli, włoski piłkarz[1]
  - Jerzy Szotmiller, polski duchowny starokatolicki, biskup krakowsko-częstochowski[2]
- 30 lipca
  - Kazimierz Chodorek, polski dyplomata, chargé d’affaires PRL w Wietnamie (1962–1963)[3]
  - Mario Echandi Jiménez, kostarykański polityk, prezydent Kostaryki w latach 1958-1962[4]
- 29 lipca
  - Claude Laydu, francuski aktor filmowy i teatralny[5]
  - Zbigniew Rojek, polski muzyk, kompozytor, artysta kabaretowy[6]
- 28 lipca
  - Abd al-Fatah Junis, libijski wojskowy, generał broni, polityk, minister spraw wewnętrznych[7]
- 27 lipca
  - Agota Kristof, szwajcarska pisarka węgierskiego pochodzenia[8]
  - Pietro Sambi, watykański dyplomata, nuncjusz w Stanach Zjednoczonych[9]
- 26 lipca
  - Margaret Olley, australijska malarka[10]
- 25 lipca
  - Mieczysław Fiodorow, polski aktor[11]
  - Michalis Kakojanis, grecki reżyser filmowy[12]
  - Jeret Peterson, amerykański narciarz[13]
  - Elise Popovici, rumuńska dyrygent, kompozytor i pianistka[14]
- 24 lipca
  - Janusz Gniatkowski, polski piosenkarz[15]
  - Virgilio Noè, włoski duchowny katolicki, kardynał[16]
  - Dan Peek, amerykański gitarzysta basowy, muzyk grupy America[17]
- 23 lipca
  - Mathilde Aussant, francuska rekordzistka długowieczności[18]
  - Nguyễn Cao Kỳ, wietnamski generał i polityk, premier Wietnamu Południowego (1965–1967)[19]
  - Robert Ettinger, amerykański wojskowy, filozof, działacz społeczny[20]
  - Butch Lewis, amerykański promotor bokserski[21]
  - John Shalikashvili, amerykański generał[22]
  - Amy Winehouse, brytyjska piosenkarka[23]
- 22 lipca
  - Tom Aldredge, amerykański aktor[24]
  - Linda Christian, meksykańska aktorka[25]
  - Włodzimierz Janiurek, polski dziennikarz i działacz partyjny, ambasador w Czechosłowacji (1965–1971), rzecznik prasowy rządu (1971–1980)[26]
- 21 lipca
  - Kazimierz Świątek, polski duchowny katolicki, arcybiskup metropolita mińsko-mohylewski, kardynał[27]
  - Andrzej Zalewski, polski dziennikarz radiowy[28]
- 20 lipca
  - Rafał Balcewicz, polski hokeista[29]
  - Gerard Bieniek, polski prawnik, cywilista[30]
  - Lucian Freud, brytyjski malarz[31]
- 19 lipca
  - Jan Kaczmarek, polski piłkarz[32]
  - Pierre Jonquères d’Oriola, francuski jeździec sportowy, wielokrotny medalista olimpijski[33]
  - Ivan Gálfy, słowacki ratownik górski, taternik i himalaista[34]
- 17 lipca
  - Juan María Bordaberry, urugwajski polityk, prezydent Urugwaju w latach 1972-1976[35]
  - David Ngoombujarra, australijski aktor[36]
  - Taiji Sawada, japoński basista grup X Japan, LOUDNESS, D.T.R i OTOKAZE[37].
  - Alex Steinweiss, amerykański grafik, autor pierwszej płytowej okładki w historii muzyki rozrywkowej[38]
  - Andrzej Woszczyk, polski astronom[39]
- 16 lipca
  - Albin Małysiak, polski duchowny katolicki, biskup pomocniczy archidiecezji krakowskiej[40]
  - Kazimierz Neumann, polski wioślarz, olimpijczyk[41]
  - Jan Rojek, polski antropolog, dziennikarz, szef krakowskiego oddziału TVP[42]
- 15 lipca
  - Googie Withers, brytyjska aktorka[43]
- 13 lipca
  - Jerry Ragovoy, amerykański kompozytor, producent muzyczny[44]
- 12 lipca
  - Peter Crampton, brytyjski polityk i nauczyciel, eurodeputowany III i IV kadencji (1989–1999)[45]
  - Roman Stanisław Ingarden, polski fizyk, specjalizujący się w optyce i termodynamice statystycznej[46]
  - Sherwood Schwartz, amerykański producent telewizyjny[47]
  - Zdeniek Sykora, czeski malarz, prekursor wykorzystania komputerów w sztuce[48]
- 11 lipca
  - Tom Gehrels, holenderski astronom[49]
  - Rob Grill, amerykański piosenkarz, autor tekstów piosenek[50]
- 10 lipca
  - Aleksy Kowalik, polski wojskowy, żołnierz Wojska Polskiego II RP, obrońca Westerplatte[51]
  - Ragnar Lundberg, szwedzki lekkoatleta, skoczek o tyczce[52]
  - Zdzisława Pabjańczyk-Ogłozińska, polska koszykarka, wielokrotna reprezentantka Polski i mistrzyni Polski[53]
- 9 lipca
  - Michael Burston, brytyjski muzyk, gitarzysta formacji Motörhead[54]
  - Facundo Cabral, argentyński piosenkarz folkowy[55]
  - Jadwiga Kirschanek, polska koszykarka, działaczka TS Wisła Kraków[56]
- 8 lipca
  - Roberts Blossom, amerykański aktor[57]
  - Betty Ford, amerykańska działaczka społeczna, pierwsza dama, żona Geralda Forda[58]
  - Kazimierz Łodziński, polski lekarz, żołnierz[59]
  - Henryk Szwedo, polski dyrygent[60]
  - Jacek Todorow, bułgarski operator filmowy[61][62]
- 7 lipca
  - Ireneusz Chełmowski, polski sztangista, trener sztangistów[63]
  - Wojciech Kozub, polski alpinista[64]
- 6 lipca
  - Carly Hibberd, australijska kolarka szosowa[65]
  - Mani Kaul, indyjski reżyser filmowy[66]
- 5 lipca
  - Lilianna Drozdow, rosyjska aktorka filmowa
  - Dušan Janicijevic, serbski aktor filmowy
  - Jan Kazimierczak, polski pedagog[67]
  - Mika Myllylä, fiński biegacz narciarski[68]
  - Gordon Tootoosis, kanadyjski aktor filmowy, telewizyjny i teatralny
  - Cy Twombly, amerykański malarz[69]
  - Armen Gilliam, amerykański koszykarz (ur. 1964)
- 4 lipca
  - Otto von Habsburg, niemiecki arystokrata, polityk, poseł do PE, głowa Domu Habsburskiego[70]
  - Zurab Kapianidze, gruziński aktor filmowy i polityk
  - Pablo McNeil jamajski lekkoatleta, były trener Usaina Bolta
  - Maxim Narozny, rosyjski lekkoatleta, srebrny medalista Igrzysk Paraolimpijskich w Pekinie (2008)
  - Jane Scott, amerykańska krytyk muzyczna[71]
- 3 lipca
  - Francis King(inne języki), brytyjski pisarz, nowelista i poeta
  - Anna Massey, brytyjska aktorka[72]
  - Len Sassaman, amerykański kryptograf
- 2 lipca
  - Irina Demina, rosyjska aktorka filmowa i teatralna
  - Itamar Franco, brazylijski polityk, prezydent w latach 1992-95[73]
  - Olivera Marković, serbska aktorka filmowa i teatralna
  - Chaturanan Mishra, indyjski polityk
  - Sir Oliver Napier, północnoirlandzki polityk
- 1 lipca
  - Charlie Craig, amerykański piosenkarz i autor tekstów piosenek[74]
  - Willie Fernie, szkocki piłkarz[75]
  - Symeon Halipski, białoruski trener koszykówki
  - Marc Jeannerod, francuski lekarz, neurolog i neurofizjolog, profesor Uniwersytetu w Lyonie, członek Francuskiej Akademii Nauk
  - Ján Mančuška, czeski artysta, performer
  - Bébé Manga, kameruńska piosenkarka[76]
  - Harold Nelson, nowozelandzki lekkoatleta, biegacz, olimpijczyk[77]
  - Jean-Louis Rosier, francuski kierowca wyścigowy
  - Fagim Sitdikow, rosyjski aktor
  - Klaus Tenfelde, niemiecki historyk społeczeństwa, profesor Uniwersytetu w Monachium

- data dzienna nieznana
  - Ludwik Rogowski, polski samorządowiec i działacz OSP, burmistrz Chorzel (1990–1998)[78]